# Alberto Cabral
Alberto Paulo Santos Cabral (10 de Dezembro de 1968) é treinador-adjunto de futebol, e presentemente está ao serviço do Hearts FC de Edimburgo, Escócia.
Enquanto jogador, iniciou a sua carreira federativa no Boavista, onde jogou uma época, passando depois para o Futebol Clube do Porto, onde foi sempre campeão nacional e sempre convocado para representar a Selecção Nacional Portuguesa. Como sénior iniciou no Futebol Clube do Porto, ainda com 16 anos de idade, tendo tido a primeira convocatória pelo treinador Artur Jorge para um jogo em Guimarães.
Depois para jogar com mais regularidade, foi para o Futebol Clube de Famalicão, treinado por Rodolfo Reis, tendo depois rumado ao Gil Vicente de Barcelos onde fez parte da histórica equipa que colocou os gilistas pela primeira vez na história na primeira liga Portuguesa. Representou depois o Tirsense, onde se destacou na época treinada por Eurico Gomes. Seguiu depois para o principal clube da ilha da Madeira, o Marítimo e depois rumou a Braga.